# Warszawa Ursus (przystanek kolejowy)
Warszawa Ursus – przystanek osobowy Polskich Kolei Państwowych, znajdujący się w warszawskiej dzielnicy Ursus przy ul. Wiosny Ludów. 

## Opis
Według klasyfikacji PKP ma kategorię dworca aglomeracyjnego. Z przystanku PKP Warszawa Ursus można dojechać elektrycznymi pociągami podmiejskimi m.in. do Śródmieścia stolicy, Otwocka, Pilawy i Skierniewic. Na przystanku zatrzymują się pociągi Szybkiej Kolei Miejskiej oraz Kolei Mazowieckich
W roku 2022 przystanek obsługiwał 6 600 tys. pasażerów na dobę co dawało mu 49. miejsce w kraju.

## Połączenia
| Linia | Operator           | Trasa                                                                         |
| ----- | ------------------ | ----------------------------------------------------------------------------- |
| R1    | Koleje Mazowieckie | Warszawa Wschodnia – Warszawa Ursus – Grodzisk Maz. – Żyrardów – Skierniewice |
| S1    | SKM Warszawa       | Pruszków – Warszawa Ursus – Warszawa Śródmieście - Otwock                     |

Do okolic przystanku Warszawa Ursus można dojechać autobusami komunikacji miejskiej.